# Balejaż

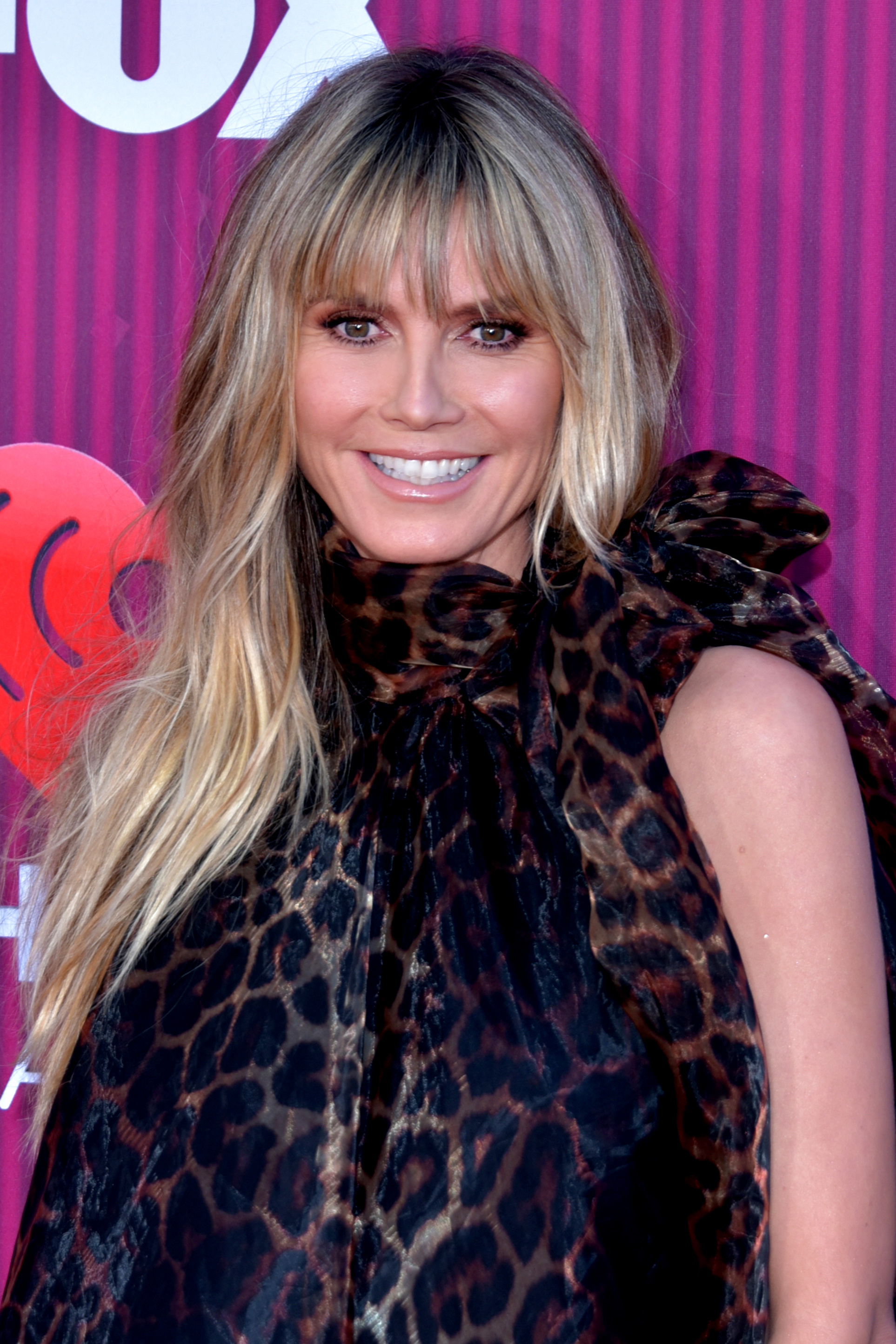
Balejaż na długich włosach (Heidi Klum, 2019)

Balejaż, balayage (z fr. balayage – zamiatanie) – technika fryzjerska koloryzacji włosów, polegająca na nakładaniu pędzlem na niektóre, cienkie pasma włosów farby o różnych tonach. Rezultat powinien być zbliżony do naturalnych różnic kolorystycznych pasm włosów. Do balejażu używa się od trzech do sześciu odcieni farby. Farbowanie takie ma na celu uzyskanie optycznego efektu nadania fryzurze objętości.

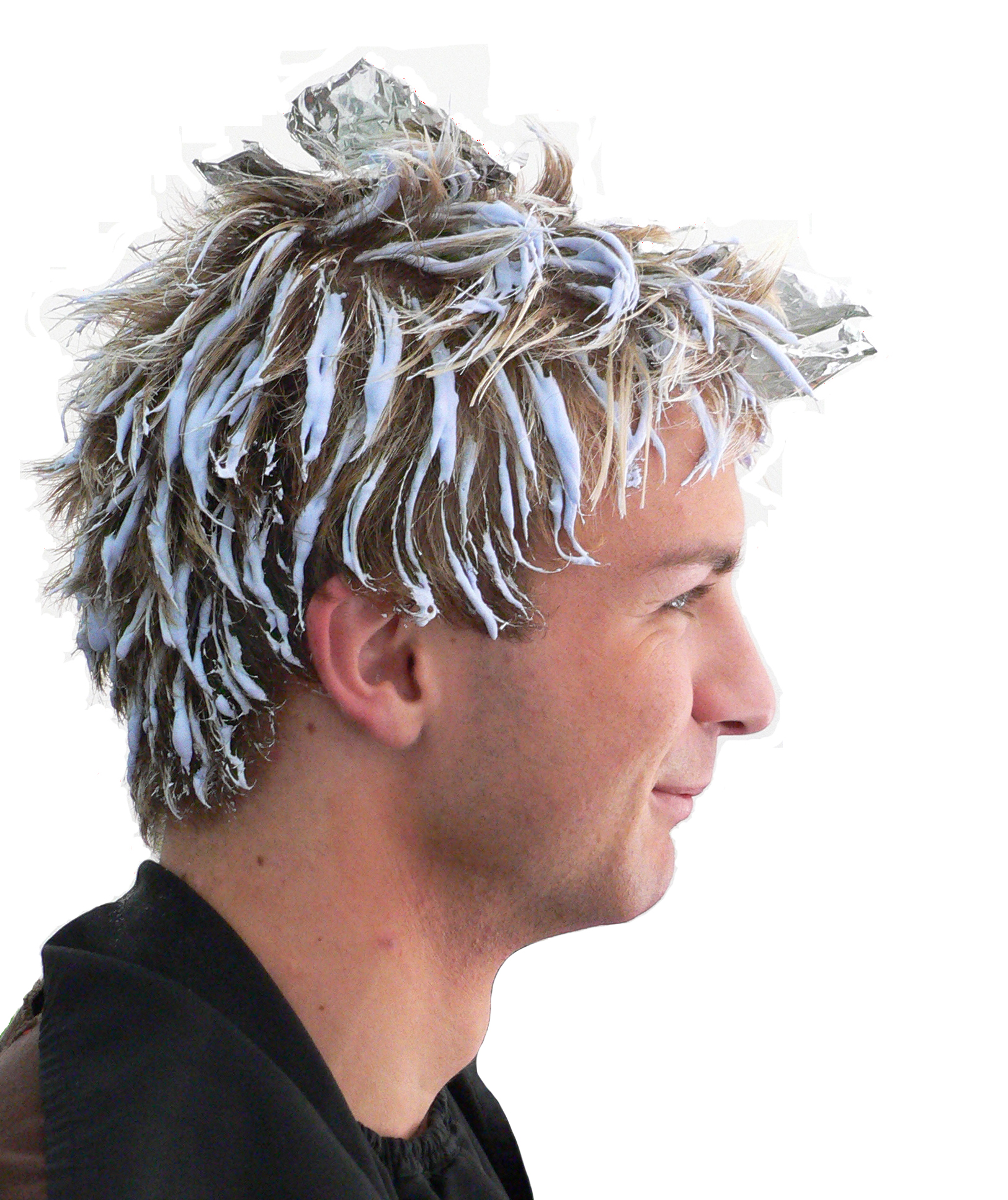
Wykonywanie balejażu